# (5892) Milesdavis
(5892) Milesdavis (1981 YS1) – planetoida z grupy przecinających orbitę Marsa okrążająca Słońce w ciągu 3,68 lat w średniej odległości 2,38 j.a. Odkryta 23 grudnia 1981 roku.